# Justin Raffington
Justin Raffington (Bad Krozingen , Alemania; 26 de marzo de 1991) es un jugador de baloncesto alemán con pasaporte estadounidense. Con 2,06 metros de altura juega en la posición de pívot. Actualmente forma parte de la plantilla del Fibwi Palma de la Liga LEB Plata.

## Trayectoria
Justin inició su carrera a los 17 años militando en el Team Ehingen Urspring equipo de la ProB alemana durante dos temporadas desde 2008 hasta 2010, año en el que decidió dar el salto a la NCCA dónde militó en las Universidades de San Francisco y en Florida Atlantic University. Jugaría la NCAA con los San Francisco Dons de 2010 a 2012 y tras una temporada en blanco, se enroló con los Florida Atlantic Owls donde jugó desde 2013 a 2015.
Tras no ser drafteado en 2015, regresó a su país natal en la temporada 2015-2016, en la que formó parte del Gladiators Trier de la Basketball Bundesliga, para continuar durante tres temporadas en el Hamburg Towers de la Basketball Bundesliga.
En verano de 2019, firmó por el Medi Bayreuth de la Basketball Bundesliga, en el que jugó hasta enero de 2020 y con el que participó en Eurocup, fecha en la que firmaría por el SC Rasta Vechta con el que participó en Basketball Champions League y Basketball Bundesliga.
En junio de 2020, firma por el Denain ASC Voltaire de la Pro B francesa en el que jugaría hasta octubre de 2020.
El 12 de octubre de 2020, se convierte en jugador del Leyma Coruña de la Liga LEB Oro, de forma temporal.
El 27 de enero de 2021, tras acabar su contrato con Leyma Coruña, firma por el Palmer Alma Mediterránea Palma de la Liga LEB Oro.
El 11 de agosto de 2021, firma por el Real Valladolid Baloncesto de la Liga LEB Oro, para disputar la temporada 2021-22.
El 22 de noviembre de 2022, firma por el Fibwi Palma de la Liga LEB Plata.